# 인천시청 여자 핸드볼단
인천 광역시청 WHC(Incheon Metropolitan Government Women's Handball Club)는 대한민국 인천광역시에 있는 핸드볼 선수단이다. 인천광역시체육회가 운영하는 여자 세미프로 핸드볼단이며, 2004년에 창단되었다.

## 참고 문헌
- “스포츠지원포털 등록 현황”. 대한체육회.